# Вудлејк (Калифорнија)
Вудлејк (енгл. Woodlake) град је у америчкој савезној држави Калифорнија. По попису становништва из 2010. у њему је живело 7.279 становника.

## Демографија
Према попису становништва из 2010. у граду је живело 7.279 становника, што је 628 (9,4%) становника више него 2000. године.
| Група             | 2000.         | 2010.         |
| Белци             | 890 (13,4%)   | 745 (10,2%)   |
| Афроамериканци    | 22 (0,3%)     | 37 (0,5%)     |
| Азијати           | 60 (0,9%)     | 52 (0,7%)     |
| Хиспаноамериканци | 5.575 (83,8%) | 6.381 (87,7%) |
| Укупно            | 6.651         | 7.279         |